# Gage (droit français)
Pour les articles homonymes, voir Gage.
Ne doit pas être confondu avec Nantissement (droit français).
En droit français, le gage est une sûreté réelle mobilière, c'est-à-dire une garantie donnée à un créancier sur un bien meuble corporel appartenant à son débiteur. Auparavant définie comme la sûreté par la dépossession d'un bien meuble, une ordonnance du 23 mars 2006 l'a définie comme la sûreté portant sur un bien meuble corporel, sans condition de dépossession.
Le gage concerne les biens corporels et se distingue donc du nantissement qui frappe des biens meubles incorporels.

## Évolution de la notion de gage en droit français
Dans l'ancien droit, le gage était une sûreté réelle, mobilière ou immobilière, qui nécessitait que le constituant se dépossède de la chose remise en gage en la remettant dans les mains du créancier. À défaut, le gage n'était pas opposable aux tiers, c'est-à-dire que le gage convenu entre les parties n'existait pas à leur égard. L'idée était que la dépossession constituait une mesure de publicité, de nature à avertir les autres créanciers que le bien avait été affecté en garantie au profit du créancier possédant.
Au Moyen Âge le gage immobilier — ou « engagement » —, de nature usufruitière et parfois assorti d'un pacte commissoire, existait en deux variétés :
- le vif-gage : les revenus et fruits du bien-fonds servent à rembourser la dette ;
- le mort-gage : les revenus et fruits sont prélevés sous forme d'intérêts.

L'engagement coutumier a disparu au XIVe siècle au profit de l'obligation foncière (obligatio bonorum) (qui n'exigeait pas la dépossession) et de l'antichrèse du droit romain.
En droit français, la dépossession quant aux meubles a perduré — malgré les nombreuses inventions de la pratique pour circonvenir au problème que constitue la nécessaire dépossession pour l'effectivité de la garantie — jusqu'à la réforme opérée par l'ordonnance du 23 mars 2006 relative aux sûretés, qui a substitué aux anciennes dispositions du Code civil un nouveau corps de règles.
Aux termes de ces nouveaux textes, un gage peut être constitué avec ou sans dépossession. Dans ce second cas, l'opposabilité aux tiers de la convention de gage conclue est réalisée par la publication du contrat de gage sur un registre librement accessible depuis Internet.
Le gage est redéfini en droit français par rapport à son assiette : les biens meubles corporels.
La dépossession n’est plus importante dans la qualification en gage. La remise de la chose était auparavant une condition de formation puisque le gage était un contrat réel. Cela protégeait le constituant en lui faisant prendre conscience de la gravité de son engagement. Si la chose n’était pas remise, c'était une promesse de contrat ne validant pas le contrat définitif. Cela se résolvait par des dommages-intérêts. Le gage peut porter sur un ensemble de biens (universalité de fait, stock, fonds de commerce, etc.). Avant, il fallait constituer un gage sur chaque élément. Le mécanisme par lequel les nouveaux biens remplacent les anciens dans l’ensemble s’appelle la subrogation réelle.

## La créance garantie
Elle peut être présente ou future. Il peut s’agir d’une ou plusieurs créances.
Le gage est constitué dès qu’il y a :
- un écrit (art. 2336) comportant la désignation de la dette et la quantité du bien donné en gage → principe de spécialité. Le gage devient un contrat solennel. C’est une condition de perfection du contrat ;

- une publicité ou dépossession : il devient opposable aux tiers (art. 2337).

Avant, le gage était un contrat réel (anciens articles 2071 et 2076) dans lequel la dépossession était une condition de validité.
Arrêt 18 mai 1898 : le contrat de gage est un contrat réel. La chose doit être remise en la possession du créancier.
Cela était critiqué par les auteurs car les contrats réels seraient archaïques et la remise de la chose a pour fonction d’informer les tiers → mesure de publicité dont l’inobservation doit être sanctionnée par l’inopposabilité aux tiers.
La dépossession n’était pas toujours appropriée pour certains biens.
L’ordonnance de 2006 fait du gage un contrat solennel et la dépossession est une condition d’opposabilité du gage.

## Publicité
La publicité voit ses modalités réglées par un décret du 23 décembre 2006 publié au Journal officiel : le registre tenu au greffe du tribunal de commerce. La publication du gage sans dépossession a pour effet de le rendre opposable aux tiers. Il faut toutefois nuancer l'efficacité d'un tel mécanisme de publicité dès lors que le gage en cause porte sur des meubles ; meubles qui peuvent être des choses fongibles (par exemple des stocks) par nature amenés à se déplacer.

## Réalisation du gage
Il y a une prohibition de la clause de voie parée (Article 2346 du Code civil) : pas de vente amiable.
La prohibition du pacte commissoire est levée.
Exception : en matière de crédit à la consommation, le pacte commissoire est interdit (art. L. 3132 du Code de la consommation).
Quand il est valable, son efficacité est limitée car il est inefficace lors d’une procédure collective du constituant (art. L. 622-7 du Code de commerce).

## Droit de rétention
Le gage confère au constituant un droit de rétention sur la chose. Ce droit de rétention bénéficie aussi bien au créancier ayant constitué un gage avec dépossession et, depuis la loi de modernisation de l'économie du 4 août 2008, au créancier ayant constitué un gage sans dépossession. Article 2286 du Code civil